# Уилкинс (шелфов ледник)
Шелфовият ледник Уилкинс (на английски: Wilkins Ice Shelf) е десетият по големина (13 680 km²) шелфов ледник край бреговете на Антарктида. Заема част от крайбрежието на Западна Антарктида, край западните брегове на остров Земя Александър I, в акваторията на море Белингсхаузен, част от тихоокеанския сектор на Южния океан. На изток и юг граничи с бреговете на остров Земя Александър I, а на югозапад и запад – с бреговете на островите Латади. и Шарко. На изток в Земя Александър I се вдава ледения залив Хайдн, а на югоизток – ледения залив Шуберт. В центъръ на шелфовия ледник е „бетониран“ малкия остров Дорси. Дължина от север на юг 150 km, ширина до 110 km. В резултат на глобалното затопляне шелфовият ледник Уилкинс постепенно намалява своята територия. Официалната му площ е 13 680 km², през 1950 г. тя е била около 16 000 km², а през март 2009 г. – 11 200 km².
Северната му ледена бариера е открита през 1910 г. от френския полярен изследовател Жан Батист Шарко. През 1929 г. английският полярен изследовател Джордж Хуберт Уилкинс по време на полет със самолет дооткрива целия шелфов ледник и установява конфигурацията му. През 1940 г. целият ледник е картиран на базата на извършеното аерофотозаснемане от американската антарктическа експедиция под ръководството на Ричард Бърд. През 1971 г. Британският комитет по антарктическите названия наименува безименния шелфов ледник в чест на неговия откривател шелфов ледник Уилкинс.